# Scytodes itzana
Scytodes itzana là một loài nhện trong họ Scytodidae.
Loài này thuộc chi Scytodes. Scytodes itzana được Ralph Vary Chamberlin & Wilton Ivie miêu tả năm 1938.